# Praga RV
Der Praga RV (V = vojenský = Militär) war eine für die Tschechoslowakische Armee bestimmte geländegängige Version (6×4) des Praga R.

## Geschichte
Ende der 1920er Jahre wurden in allen Staaten Europas leichte Sechsrad-Lkw mit zwei angetriebenen Hinterachsen entwickelt. Man versprach sich von diesen Fahrzeugen eine erhöhte Geländegängigkeit, da das Fahrzeuggewicht auf sechs statt vier Räder verteilt wurde. Allradgetriebene Fahrzeuge dagegen hatten das Problem, dass man zum Antrieb der gelenkten Vorderachse gesonderte Gelenke benötigte, die besonderem Verschleiß ausgesetzt waren, deren Herstellung kompliziert war und besonders vergütete Stähle benötigte. Deswegen zog man es vor, auf eine angetriebene Vorderachse zu verzichten. Urvater dieser Fahrzeuge war der französische Renault MH von 1924, von dem allerdings bis 1929 nur relativ wenige Stück für die Armeen Frankreichs und Polens entstanden. In den Dreißigerjahren gab es in Deutschland den Mercedes G3, Magirus M206, Büssing NAG G31 und Krupp-Protze, in Großbritannien den Crossley IGL und verschiedene Modelle von Morris Commercial, in Österreich den Steyr 640, in Italien den Fiat-SPA 611 Dovunque, in Russland GAZ-AAA und in Japan den Isuzu Typ 94. Ihnen allen war der 6×4-Antrieb zu eigen, und die meisten waren aus normalen Vierrad-LKW (4×2) mit ca. 1,5 t Nutzlast abgeleitet, indem man das Fahrgestell um eine weitere Hinterachse vermehrt hatte.
Im Endeffekt waren diese Fahrzeuge infolge ihrer drei Achsen relativ teuer, sodass man Ende der 1930er Jahre allgemein bei leichten Lkw zu allradgetriebenen Vierradfahrzeugen überging, die etwa die gleiche Geländegängigkeit bei niedrigerem Preis aufwiesen – außerdem hatte man mittlerweile auch die Gelenkkonstruktion bei der angetriebenen Vorderachse halbwegs in den Griff bekommen.
1935 erschien der in gleicher Weise vom leichten Lkw Praga R abgeleitete Sechsrad-Lkw (6×4) Praga RV (V = vojensky = Militär). Gebaut wurden von diesem Typ ausweislich der Fahrgestellnummern 1935: 50 Stück, 1936: 1.895 Stück, 1937: 27 Stück, 1938: 342 Stück, 1939: 974 Stück, 1940: 2 Stück. Hiervon gingen 1.638 Stück an die tschechoslowakische Armee, der Rest an verschiedene andere Staaten: Es werden Rumänien, Iran, Schweden, Schweiz, Peru (12 Stück), Polen und die Türkei genannt. Nach einer polnischen Quelle wurden die für Polen bestimmten Praga RV dort ab Juli 1939 in Lizenz gefertigt. Dies erscheint unwahrscheinlich, zumal das Praga-Werk in Auschwitz Oświęcim-Praga lediglich über etwa 30 Mitarbeiter verfügte, also eine bessere Reparaturwerkstatt war, das keinesfalls in der Lage war, aufwendig konstruierte Gelände-LKW in Serie herzustellen. Es handelte sich vielmehr um LKW, die das Deutsche Reich 1939 als Transitgebühr für die Benutzung der polnischen Bahnen lieferte: Seit 1919 war Ostpreußen vom Reich abgetrennt. Um es über Land zu erreichen, musste man durch den polnischen Korridor führende Bahnen benutzen, und hierfür musste das Reich jährlich Transitgebühren entrichten (ähnlich, wie die Bundesrepublik für die Benutzung der Autobahnen nach Westberlin bis 1989 entsprechende Transitgebühren zahlte). Nachdem das Deutsche Reich den Goldstandard aufgekündigt hatte, strebte man deutscherseits an, statt Devisen Waren, meist hochspezialisierte Fertigprodukte, an Polen zu liefern. So dürften auch in den 30erjahren etliche LKW Krupp-Protze nach Polen gelangt sein, die im polnischen Heer Verwendung fanden. 1939 kam nach Besetzung der Tschechoslowakei das Deutsche Reich in den Besitz zahlreicher Praga RV, mit denen man so recht nichts anzufangen wusste: Reihte man sie in die Wehrmacht ein, erhöhte sich der Ersatzteil-Bedarf, außerdem entsprachen sie wohl nicht so ganz deutschem Qualitätsstandard (mit tschechischem Gerät ausgerüstete Divisionen waren mit ihrer Ausstattung nie ganz glücklich). Also bot sich eine Lieferung an Polen geradezu an, und offen bleibt nur, in welchem Umfang die Lieferung tatsächlich erfolgte (es wird eine Höchstzahl von ca. 300 Fahrzeugen genannt). Fest steht, dass die Lieferung jedenfalls in größerer Anzahl erfolgte: In der mehr oder weniger vollständig motorisierten polnischen 10. Kavallerie-Brigade waren die Fahrzeuge zahlreich zum Transport motorisierter Infanterie eingesetzt.
Als die Tschechoslowakei im März 1939 zerfiel, kam die Ausrüstung der tschechoslowakischen Armee teils an Deutschland, teils an die Slowakei, die noch nicht abgelieferten LKW wurden direkt an das deutsche Reich geliefert, das sie dann in der Wehrmacht einsetzte, teilweise wohl auch an Rumänien (und an Polen, s. o.) verkaufte. In der Wehrmacht erfolgte der Einsatz als leichter geländegängiger Lkw (Funk- und Fernsprechkraftwagen Kfz. 19, Kfz. 21, Kfz. 23, ferner als Kfz. 61/62/63/64).

## Varianten
Eine Variante des Praga RV war der Praga RVR (Typ R, Vojensky Radio), ein Praga RV mit Kofferaufbau für Funkzwecke. Hiervon entstanden 16 Stück im Jahr 1936, 28 Stück 1938 und 15 Stück 1939, zusammen also 59 Stück.
Nach dem Kriege wurden 1948 von Praga nochmals für die Tschechoslowakische Armee unter dem Namen RVM 15 Stück gefertigt, die sich von den Vorkriegsausführungen nicht unterschieden.
Nicht zu verwechseln ist der Praga RV mit dem Praga AV: Beide hatten zwar den gleichen Motor und einen 6×4-Antrieb, indessen war der AV ein sechssitziger Pkw und entsprechend leichter gehalten als der RV.

## Technische Daten
Das Fahrzeug wog leer 2.920 kg und hatte 1,5 bis 2 t Nutzlast, war 5,69 m lang, 2 m breit. Der Radstand betrug 3,10 + 0,92 m. Der Sechszylinder-Benzinmotor, der mit gleichen Zylindermaßen auch im Lkw Praga RN und in den PKW-Typen Praga Golden und Praga AV verwendet wurde, hatte 80 mm Bohrung und 115 mm Hub, woraus sich ein Hubraum von 3.468 cm³ errechnet, er leistete 68 PS und verhalf dem Fahrzeug zu einer Höchstgeschwindigkeit von 70 km/h. Das Getriebe hatte 8 Vorwärts- und zwei Rückwärtsgänge. Der Neupreis des Fahrzeugs 1936 betrug ohne Reifen 92.000 Kronen. Der Verbrauch lag bei 30 bis 40 Liter Benzin/100 km und war damit sehr hoch.